# Кръгова логика
Кръгова логика е логическа грешка, при която аргументиращият се започва с това, до което се опитва да достигне. Компонентите на кръговата логика са често логически валидни, защото ако твърденията са истинни, то заключението следва да е валидно. Кръговата логика не е формална логическа грешка, а прагматичен дефект в аргумент, където твърденията се нуждаят от доказвателства толкова колкото и заключението, при което аргументът става неубедителен. Други начини това да бъде изразено са, че няма причина да се приемат твърденията, освен ако не се вярва в заключението, или че твърденията не представляват сами по себе си доказателства за заключението. Begging the question е тясно свързан с кръговата логика и в днешно време двете се отнасят към едно и също нещо.
Кръговата логика най-често е под следната форма: „А е вярно, защото Б е вярно; Б е вярно, защото А е вярно“. Кръгообразността е трудна за долавяне, ако включва дълга верига от твърдения. Ученият Douglas Walton използвал следния пример за измамен кръгов аргумент:
Уелингтън е в Нова Зеландия.
Следователно, Уелингтън е в Нова Зеландия.

Според него, въпреки че аргументът е дедуктивно валиден, не може да докаже, че Уелингтън е в Нова Зеландия, защото не съдържа доказателства различни от заключението. Твърдението не отговаря на изискването да докаже заключението, следователно е софизъм. Walton предлага, че контекстът на диалога определя дали кръговата логика е заблуждаваща: ако формира аргумент, значи е. Цитирайки Cederblom and Paulsen 1986:109, Hugh G. Gauch забелязва, че нелогични факти могат да бъдат трудни за хващане формално:
„Всяко нещо, с по-ниска плътност от водата плава, защото всяко нещо, което е с по-ниска плътност от водата, плава.“ звучи глупаво, но „Всяко нещо, с по-ниска плътност от водата плава, защото такъв предмет няма да потъне във водата“ може да мине.

## Проблемът с индукцията
Joel Feinberg и Russ Shafer-Landau отбелязват, че „да се използва научният метод, за да се оцени научният метод“ е кръгова логика. Учените се опитват да разберат природните закони и да предскажат какво ще се случи в бъдеще на база на тях. Въпреки това, според проблема с индукцията на Дейвид Хюм, науката не може да бъде доказана индуктивно чрез емпирични доказателства, следователно науката не може да бъде доказана научно. Трябва да се допитаме до принципа на природен униформизъм, за да наложим дедуктивно продължаващата точност на прогнози, базирани на закони, които единствено са успели да обобщят предишни наблюдения. Но както Бъртранд Ръсел наблюдава, „Методът на това да 'постулираме', каквото искаме, има много предимства, които са същите предимства, каквито има кражбата пред честния труд“.

## Примери за кръгова логика
„Господ съществува, защото така пише в Библията. Библията е истина, защото е словото Господне.“
„Библията е словото Господне, защото така пише в Библията“
„Аборта е предумишлено убийство, защото е неоправдано убийство на човешко същество“ (с други думи: Аборта е предумишлено убийство, защото е предумишлено убийство)